# Trust
Trustovi nastaju povezivanjem većeg broja istorodnih tvrtki. S obzirom na trajnost veza, trustovi imaju obilježja koncerna, a članice trusta - tvrtke iz jedne djelatnosti (npr. čeličane, talionice, valjaonice), tzv. vodoravni trust, sve se više udružuju s tvrtkama koje se u proizvodnom lancu ispred ili iza sektora kojim se bavi trust. Tako se stvaraju tvrtke, tzv. okomiti trustovi, koji u svom djelokrugu imaju sve djelove, npr. od kopanja ili proizvodnje rude do kovina i njihove prerade u gotove proizvode (npr. boksit, glinica, aluminij, proizvodi od aluminija). Iako osnovani prvotno radi poboljšanja organizacije poslovanja s vremenom su postali zloglasni zbog nemoralnog načina potiskivanja konkurencije i raznih zlouporaba. 